# Tang Xijing
Tang Xijing (唐茜靖; pinyin: Táng Xījìng; Guangdong, 3 de janeiro de 2003) é uma ginasta artística chinesa, medalhista olímpica.

## Carreira
Xijing participou dos Jogos Olímpicos de Verão de 2020 em Tóquio, onde participou da prova de trave, conquistando a medalha de prata após finalizar a série com 14.233 pontos.